# Gare de l'aéroport de Miyazaki
La gare de l'aéroport de Miyazaki (宮崎空港駅, Miyazaki kūkō-eki) est une gare ferroviaire terminus située dans la ville de Miyazaki, dans la préfecture du même nom au Japon. Elle dessert l'aéroport de Miyazaki. La gare est exploitée par la compagnie JR Kyushu.

## Situation ferroviaire
La gare marque la fin de la ligne de l'Aéroport de Miyazaki.

## Historique
La gare est inaugurée le 18 juillet 1996.

## Service des voyageurs

### Accueil
La gare dispose d'un bâtiment voyageurs, avec guichets, ouvert tous les jours.

### Desserte
- Ligne de l'Aéroport de Miyazaki :

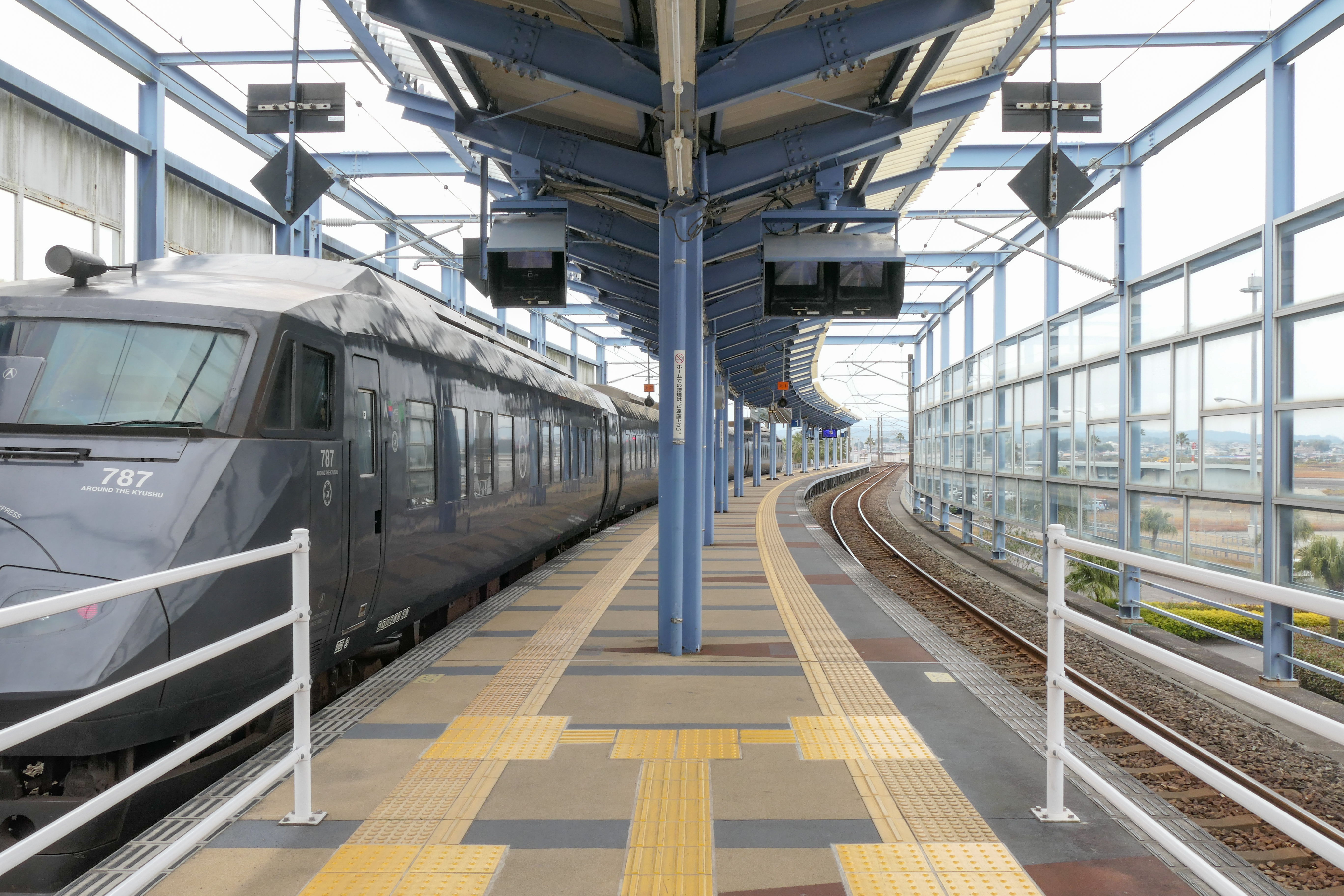
Vue du quai.

  - voies 1 et 2 : direction Miyazaki